# Ptecticus testaceus
Ptecticus testaceus är en tvåvingeart som först beskrevs av Fabricius 1805.  Ptecticus testaceus ingår i släktet Ptecticus och familjen vapenflugor. Inga underarter finns listade i Catalogue of Life.